# François Baert
Pour les articles homonymes, voir Baert.
François Baert, né à Ypres (Belgique) le 25 août 1651 et décédé à Anvers (Belgique) le 27 octobre 1719 était un prêtre jésuite des Pays-Bas méridionaux et hagiographe, membre de la Société des bollandistes.

## Biographie
Né à Ypres le 25 aout 1651, François Baert appartiendrait à une famille française de Bailleul-Sir-Berthoult. Il naît à Ypres car sa mère s'y serait réfugiée pendant la  guerre.
François Baert entre au noviciat de la Compagnie de Jésus, à Malines, le 28 septembre 1667.
Il enseigne d'abord les humanités à Bruges puis va étudier la théologie à Louvain.
Il achève ses études de théologie à Anvers en 1669. Sa formation religieuse initiale terminée il enseigne dans divers collèges jésuites des Pays-Bas méridionaux et étudie la philosophie avant d’être ordonné prêtre en 1680. Dès l’année suivante il se retrouve comme assistant du père Daniel van Papenbroeck, dernier survivant du groupe pionnier de la Société des Bollandistes.
François Baert est associé en 1681 aux Bollandistes qui avaient pris en charge à Anvers l'édition des Acta Sanctorum.
Les Bollandistes venaient de terminer le 7e volume du mois de mai, dédié à l'archevêque de Cologne, Maximilien-Frédéric de Königsegg-Rothenfels. Le père Baert et le père Janning sont désignés pour aller offrir la dédicace du nouveau volume au prélat. Ils en profitent pour solliciter sa protection pour obtenir l'accès aux bibliothèques de Cologne, Prague, Vienne et autres villes d'Allemagne. L'empereur Léopold Ier leur réserve le meilleur accueil et leur donne son aide et sa protection pour continuer leurs recherches.
Le nom de Baertius se trouve sur la page de titre de neuf volumes : les quatre derniers du mois de Mai et les cinq premiers du mois de Juin. A en juger par les articles et notices publiées dans ces volumes sa collaboration n’est pas si étendue qu’elle puisse paraitre de premier abord. Les quatre premiers volumes de Juin contiennent quinze articles signés de sa plume dont deux plus importants : les commentaires sur saint Columba (9 juin) et d’autres sur saint Basile le Grand.
En 1688, Baert fait un long voyage en Autriche et Hongrie, en compagnie du son confrère bollandiste le père Conrad Janninck y visitant bibliothèques et monastères à la recherche de matériau hagiographique. Il découvre à Prague le Martyrologe d'Usuard, appelé le Danois. Le voyage dure huit mois. Les voyageurs rentrent à la maison professe d’Anvers avec un grand nombre de documents intéressants.
Au retour, Baert poursuit les travaux d'investigation sur l'hagiographie écossaise et en corrige lui-même les épreuves. Il est le premier à traiter avec une aussi grande lucidité le schisme écossais relativement à la célébration de la fête de Pâques. Il donne de nombreuses informations historiques sur l'Écosse ancienne et moderne.
Il est ensuite chargé de réaliser les tables alphabétiques et analytiques de plusieurs volumes d'Acta Sanctorum.
Il fait plusieurs voyages dans l'intérêt de l'œuvre bollandienne et recueille quantité de matériaux propres à être insérés dans le grand œuvre, tout en étudiant les mœurs et coutumes des pays visités.
Dans ses travaux, il montre une vaste érudition, et un sens critique sûr pour apprécier les pièces apocryphes.
En 1716, il est atteint de paralysie, à la suite d'une apoplexie et en peut poursuivre son travail. Son état se détériore progressivement : il se retire dans la maison professe de son ordre à Anvers. Il doit subir l'amputation du pied droit devenu incurable à la suite de la gangrène.
Le père François Baert meurt à Anvers le 27 octobre 1719.

### Sources
- Charles De Smedt:  Article François Baert, dans The Catholic Encyclopedia, Vol.2, New York, Robert Appleton Company, 1907.
- P. Vaucelles, « Baert (François) », dans Dictionnaire de Biographie française, Tome IV, Paris, 1948.
- F. Vanden Putte,« Baert (François) », dans Biographie nationale de Belgique, Tome I, p. 631-633, lire en ligne.